# Университет „София“
Вижте пояснителната страница за други значения на Софийски университет.
„София“ (на японски: 上智大学 – Университет на висшата мъдрост) е университет в Токио, Япония.
Той е измежду най-престижните частни университети в страната. Основан е католическия Йезуитски орден през 1913 година. В него се обучават около 13 000 студенти от приблизитено 1300 преподаватели.
Днес „София“ е сред водещите частни университети в района на Токио, наред с Университета „Васеда“ и Университета „Кейо“.
Член е на Асоциацията на християнските университети и колежи в Азия (Association of Christian Universities and Colleges in Asia, ACUCA).

## Известни личности
Студенти и докторанти
- Джордж Такеи (р. 1937), актьор
- Морихиро Хосокава (р. 1938), политик